# Damiani Vilmos Frigyes
Tuhegli Damiani Vilmos Frigyes (Tuhegli, Bosznia, 1714. január 18. – Pozsony, 1760. június 17.) pozsonyi kanonok.

## Élete
Damiani János öccse volt. Rómában a Szent Péter és Pál collegiumban végezte tanulmányait és XII. Kelemen pápa ajánlatára lett pozsonyi kanonok.

## Művei
Az ellenreformáció szellemében fogantak; Luther és Kálvin életrajza és téveszméik:
- Synopsis vitae, missionis, miraculorum et evangeliorum Lutheri, et Joannis Calvini. Posonii, (Pozsonyban) 1754 (2. kiadás. Buda, 1755. 3. kiadás. Uo. 1756)
- Synopsis doctrinae Martini Lutheri et Joannis Calvini. Uo. 1764

(Mindkettőt bátyja, Damiani János adta ki.)